# Escudo de Níger
El escudo de armas de Níger fue introducido el 1 de diciembre de 1962. Muestra un sol dorado escoltado por espadas de tuareg y una lanza que simboliza el valor de la gente en el pasado. Además muestra unas espigas de sorgo y una cabeza de búfalo, ambos símbolos de la ganadería y la agricultura. El escudo está rodeado por cuatro banderas nacionales y un pergamino donde se lee el nombre del país en francés: "République du Niger" (República de Níger).
Mientras que la Constitución nigerina estipula que el campo del escudo es de sinople (es decir verde), en embajadas y documentos oficiales aparece de plata, o de oro en otros contextos, con las cargas o símbolos que contiene el escudo de un dorado más oscuro o incluso negro, como se puede ver en la página del Gobierno de Níger.

## Simbolismo
- El sol, las espadas de Tuareg y la lanza simbolizan el valor de la gente en el pasado.
- La espiga de sorgo simboliza la agricultura.
- El testuz de búfalo simboliza a la ganadería.

## Galería de escudos

Escudo de armas de Níger (variante de escudo dorado y negro)
Escudo de armas de Níger (variante de escudo dorado y dorado oscuro)
Escudo de armas de Níger (variante de escudo blanco y dorado)